# 张懿
张懿（1939年6月—），女，原籍辽宁辽阳，生于黑龙江牡丹江，中国绿色过程工程与环境工程专家，中国科学院过程工程研究所研究员、博导、技术委员会主任，中国清洁生产技术研究领域开拓者之一。

## 生平
1963年毕业于东北大学冶金物理化学专业，1989年至1990年在瑞士伯尔尼大学进修环境工程。1999年当选中国工程院院士。

## 社会兼职
- 国家环境咨询委员会委员
- 《中国科学E辑：技术科学》、《中国环境科学》等期刊编委